# مدو شیمی
مدوشیمی (انگلیسی: Medochemie) شرکت داروسازی قبرسی است، که در سال ۱۹۷۶ تأسیس شد.